# Gavin Schilling
Gavin Schilling (né le 10 novembre 1995) est un joueur professionnel allemand de basket-ball.

## Début de carrière
Né à Munich, en Allemagne, Schilling grandit à Strasbourg, en France, avant de déménager à Chicago, aux États-Unis, avec sa mère et son frère en 2003.
Il étudie au lycée français de Chicago jusqu'en 2009. À cette époque, il jouait au football, au baseball et au basket-ball.
Schilling rejoint la Loyola Academy de Wilmette, dans l'Illinois, pour la saison 2009-2010, sa première année de lycée, où il joue au basket-ball et au football.
Il démenage ensuite en Allemagne et passe la saison 2010-2011 avec SG Urspringschule / Schelklingen, aidant l'équipe à remporter le championnat allemand des moins de 16 ans.
En 2011, Schilling retourne aux États-Unis, s'inscrivant à l'Institut De La Salle de Chicago pour la campagne 2011-2012. Il est ensuite passé à Findlay Prep avant la saison 2012-2013.
En mars 2013, il s'engage avec les Michigan State Spartans.
En première année, Schilling atteint le NCAA Elite Eight avec les Spartans et a atteint le NCAA Final Four pour sa deuxième année. Il a raté toute la saison 2016-2017 en raison d'une blessure au genou, qu'il a subie en octobre 2016. En tant que senior, Schilling a récolté en moyenne 2,9 points et 3,4 rebonds par match pour les Spartans.

## Carrière professionnelle
Le 29 juin 2018, il a signé un accord avec Ratiopharm Ulm en Bundesliga pour lancer sa carrière professionnelle.
Le 31 juillet 2020, il a signé avec Basketball Löwen Braunschweig de la Bundesliga (BBL).
Le 9 juillet 2021, il signe avec le Bayern Munich de la Bundesliga allemande.
Le 1er août 2022, il signe un accord avec l'équipe française du Limoges CSP.
Schilling quitte Limoges en janvier 2023 pour Konyaspor (en), en première division turque.

## Carrière internationale
Schilling a disputé le tournoi Albert-Schweitzer avec l'équipe nationale allemande des moins de 18 ans en 2012 et a participé aux Championnats d'Europe des moins de 18 ans en Lettonie et en Lituanie la même année.

## Vie privée
Schilling parle trois langues : anglais, allemand et français.
Son père Andreas est un ancien handballeur professionnel allemand, sa mère est originaire de Chicago.